# Александровка (Солонянский район)
Алекса́ндровка (укр. Олександрівка) — село, Иверский сельский совет, Солонянский район, Днепропетровская область, Украина.
Код КОАТУУ — 1225083006. Население по переписи 2001 года составляло 58 человек.

## Географическое положение
Село Александровка находится на одном из истоков реки Солёная, на расстоянии в 2 км от села Мирополь. По селу протекает пересыхающий ручей с запрудой.